# Audi S5
Audi S5 4.2 V8 FSI Quattro Coupé er en Audi-model, som er topmodellen lige under Audi RS5 i Audi A5-serien og en del af Audi S-modellerne. Nyprisen (uden udstyr) var cirka 1.200.000,- danske kroner inkl moms og afgift.
Motoren er en 4.2 V8 FSI motor med 260 kW / 354 hk v/7000 omdr/min. Topfarten er elektronisk begrænset til 250 km/t. Audi S5 4.2 V8 FSI kunne fås med enten manuelt gear eller automatgear.
Audi S5 4.2 V8 FSI blev lanceret i 2007 samtidig med Audi A5. Audi S5 4.2 V8 FSI udgik af produktion midt 2011, og blev erstattet af den kun 6-cylindrede Audi S5 3.0 TFSI med 333 hk.

## Specifikationer[1]
| Model | Konfiguration             | Slagvolume       | Effekt                       | Moment              | 0-100 km/t | Topfart  |
| ----- | ------------------------- | ---------------- | ---------------------------- | ------------------- | ---------- | -------- |
| S5    | 8 cylindre i V-form - 32V | 4,2 L (4163 cm³) | 260 kW (353 hk) ved 7000/min | 440 Nm ved 3500/min | 5,1 sek.   | 250 km/t |